# Amelia (Ohio)
Amelia – wieś w USA, w stanie Ohio, w hrabstwie Clermont.
Liczba mieszkańców w 2010 roku wynosiła 4 801.